# Кодекс Арундел
Кодекс Арундел (Британска библиотека, Арунделски рукописи, 263) је повезана колекција страница забелешки Леонарда да Винчија које углавном датирају из периода између 1480. године и 1518. године. Кодекс садржи расправе о различитим темама, укључујући механику и геометрију. Име кодекса дошло је од грофа од Арундела, који је купио кодекс у Шпанији 1630-их. Кодекс представља део Арунделских рукописа Британске библиотеке.

## Опис
Рукопис садржи 283 листа различитих величина, већина око 22 cm x 16 cm. Само неколико листова је празно. Два листа, 100. и 101, су грешком два пута бројани. Кодекс заправо представља колекцију Леонардових рукописа који потичу из свих периода његовог стваралаштва, у распону од 40 година, од 1478. до 1518. Садржи кратке расправе, белешке и цртеже на разне теме, од механике па до лета птица. Према Леонардовом тексту, чини се да је он сакупио странице, вероватно у намери да их објави. Леонардо је обично користио један лист папира за сваки предмет, тако да сваки лист представља малу кохезивну расправу о једном аспекту предмета, написану на обе стране тог папира. Овакав распоред касније је промењен од стране других везивача књиге који су раздвојили листове у стране и поређали их на врху сваке друге, раздвајајући тако многе теме у по неколико секција и стварајући насумичан распоред.
Слично је и са Кодексом Лестер, који такође представља збирку белешки, дијаграма и скица. Кодекс Арундел важи за други по важности Леонардових кодекса, после Атлантског кодекса.

## Историја
Рукопис је писан крајем 15. и почетком 16. века у Италији. Већина страна је датирана између 1480. године и 1518. године. Веома мало се зна о раном пореклу кодекса, док није стигао у Краљевско друштво.
Рукопис је купио Томас Хауард почетком 17. века, други гроф од Арундела, колекционар уметничких дела и политичар. Хенри Хауард, шести војвода од Норфолка, представио је кодекс Краљевском друштву 1667. Рукопис је први каталогизовао Вилијам Пери библиотекар, 1681. године као научну и математичку свеску.
Рукопис је 1881. године купио Британски музеј Краљевског друштва заједно са 549 осталих Арунделских рукописа (половина Арундел колекције). Каталогизован је 1834. године. Чува се у Британској библиотеци.
Кодекс је, 30. јануара 2007. године, постао део пројекта Британске библиотеке — “Turning the Pages”, када је дигитализован заједно са Кодексом Лестер и постао доступан у 2.0 формату. Ова два рукописа из Леонардових свезака су поново уједињени онлајн.